# Miquel Deyà Palerm
Miquel Deyà Palerm (Palma, 1908-1993) fou un mestre d'escola mallorquí.

## Activitat pedagògica
A partir de 1923 estudià a l'Escola Normal de Palma. Exercí de tot d'una al col·legi privat Liceu Ripoll de Palma (1927-1930). Després passà a l'escola de Consell (1930-1940), on introduí les tècniques de Célestin Freinet i edità la revista escolar "Consell", en català i castellà, el primer periòdic escolar imprès a les Balears. Deyà descrivia així aquella escola:
| « | La unitaria de Consell fou la primera escola oficial que vaig tenir; era aquell un poblet deliciós del centre de I'illa. L'escola ocupava tota la sala d'un primer pis d'una casa particular. Una bancalada molt variada de I'any de la picor, un armari de caoba i una estanteria mal forjada; la taula del mestre semblava d'una cuina, i molt poc material. Fins a 112 nins s'acaramullaven dins aquella sala, pero lo més original i únic en el món, crec, era una màquina peladora d'ametlles que funcionava tantes vegades com volia I'amo: no hi hagué ningú que m'ajudas a fer-la parar mentre hi havia classe, ni el batle ni I'inspector! Li deiem "la radio". | » |

Estant a Consell va conèixer Ramon Morey Antich que era el mestre de Binissalem, que el va ajudar a prendre contacte amb la millor pedagogia catalana. De pensament mallorquinista, va signar la Resposta als catalans.

## La depuració (1936-1940)
Un cop esclatat el moviment insurreccional franquista va ser jutjat per la Comissió Depuradora del Magisteri i acusat de separatisme. La virulenta campanya instigada pels germans Llorenç i Miquel Villalonga contra els signant del manifest de resposta als catalans va contribuir a crear un clima hostil i molt perillós per a la integritat dels signants. Quan Miquel Deià es topava pel carrer amb el tinent coronell retirat Rafel Isasi Ransome, aquest l'escometia amb un escàndol de crits: "Separatista! Separatista!" i l'amenaçava dient-li que havia d'anar a la presó. Amb aquest clima insuportable, Deyà i una cinquantena de signants del "Manifest" firmaren una retractació pública, l'anomenat "Contramanifest". Es creà un tribunal depurador integrat per Mateu Torres Bestard, Antoni Nicolau i Alfred Bestard. El 8 de novembre es creà la Comissió Depuradora del Personal de Magisteri. Deyà va ser acusat de "simpatizar con el nacionalismo catalán siendo uno de los firmantes del "Missatge"". Una de les proves d'aquesta acusació era l'edició de la revista "Consell", "con multitud de trabajos escolares escritos en catalán". En concret es deia que "sin estar establecido el bilingüismo en Baleares él lo establecio en su escuela de Consell". Dins la comissió es proposà el seu desterrament a la Península "a ser posible a una provincia castellana". En aquest ambient de violenta persecució de qualsevol ús públic de la llengua, Isasi arribá a acusar-lo d'haver contestat en català en una missa a la Congregació Mariana. Cal tenir en compte que Deyà aleshores era el secretari de l'Associació Catòlica de Mestres. Aquest fet va influir en que finalment fos confirmat en el càrrec el maig de 1939.

## Continuïtat de la tasca docent
En un primer moment es reincorporà a l'escola de Consell. Però per acabar, a partir del novembre de 1940. va ser director de l'Escola Graduada de Son Espanyolet (1940-1978). Participà en nombrosos certàmens escolars d'àmbit estatal i obtingué premis per treballs sobre l'entorn com "Estudio social de la barriada" i "Nuestra escuela y el mar" o sobre religió com "Homenaje al Papa Juan XXIII". Va publicar un centenar d'articles a revistes especialitzades com "Butlletí dels Mestres", "Atenas", ""Revista de Pegagogía", "Escuela Española" i "Estudios Lulianos".

## Miquel Deyà i el teatre
Dugué a terme, en l'àmbit de les escoles on treballà, una gran activitat teatral. El 1928 dirigí al Liceu Ripoll la sarsuela còmica "Elecciones", representada per alumnes del col·legi. A l'escola de Son Espanyolet va dirigir "El retablo de maese Pedro" (1959) de Manuel de Falla. L'any 1975 dirigí a la mateixa escola l'espectacle de titelles "Los motivos del lobo", inspirat en un poema de Ruben Dario.

## Obres
- Félix. Inca: Editorial Duran, 1939.
- Tres fiestas infantiles. Palma: Politècnica, 1945.
- Amb les mans. Palma: Edicions Cort, 1983.
- Joan Capó Valls de Padrinas. Inspector d'Ensenyament Primari. Palma: Gràfiques Miramar, 1988.
- Com és el nostre poble. Palma: Editorial Moll, 1990.

## Reconeixements
El 1955 li fou concedida la creu d'Alfons X el Savi. Fou membre del Consell Nacional d'Educació (1972-1980). 3 anys després de la seva mort (1996) l'Ajuntament de Consell acordà dedicar el nom d'un carrer a l'antic mestre del poble.